# سلطعون العنكبوت الياباني
سلطعون العنكبوت الياباني (الاسم العلمي: Macrocheira kaempferi) هو نوع من السرطانات البحرية التي تعيش في المياه المحيطة باليابان. و هو يملك أكبر مدى ساق من أي مفصلي، والذي قد يصل امتداد رجله إلى 3.8 متر (12 قدم) و قد يبلغ وزنه إلى 19 كجم (41 رطلا).

## التوزيع
يوجد السرطان العنكبوت الياباني في الغالب قبالة السواحل الجنوبية لجزيرة هونشو اليابانية، من خليج طوكيو إلى محافظة كاغوشيما. و يمكن العثور عليها في أعماق تصل إلى 600 متر (2,000 قدم)، أو ضحلة إلى 50 متر (160 قدم). وهو يفضل العيش في فتحات وثقوب في الأجزاء الأعمق من المحيطات.